# Servidor de consola
Un servidor de consola (servidor de acceso a consola, servidor de administración de consola, concentrador serie o servidor serie de consola) es un dispositivo o servicio que proporciona acceso a la consola del sistema de un equipo informático a través de tecnologías de interconexión.

## Tipos
Habitualmente, un servidor de consola proporciona un número de puertos serie, que son conectados a los puertos series de otros equipos, tales como servidores, routers o switches. Se puede acceder a las consolas de los equipos conectados mediante una conexión al servidor de consola sobre un enlace serie como puede ser un módem, o a través con un software de emulación de consola como telnet o ssh, manteniendo una conectividad estable que permite a usuarios remotos registrarse en las diferentes consolas sin estar físicamente cerca.
Existen en el mercado servidores de consola dedicados de varios fabricantes con diferentes configuraciones, con diferente número de puertos serie y con características diversas que proporciona el software que incorporan.
Muchos usuarios han creado sus propios servidores de consola utilizando material informático disponible en el mercado, normalmente con tarjetas serie multipuerto (como las de Cyclades, PErle o Digi), suelen funcionar con sistemas operativos tipo Linux. Este tipo de servidores de consola caseros puede ser bastante económico, especialmente si se construye a partir de componentes que han sido retirados en renovaciones del sistema, y permiten mayor flexibilidad ya que ponen todo el control del software que controla el dispositivo en manos del administrador. Esto incluye total acceso y configurabilidad de un amplio espectro de protocolos de seguridad y estándares de cifrado, haciendo posible crear un servidor de consola que sea más seguro. Por otra parte, esta solución podría tener un TCO más alto, menor fiabilidad y mayores requisitos de espacio, ya que la mayoría de servidores de consola industriales son 1U y, en cambio, un ordenador de sobremesa con tarjetas PCI requiere por lo menos 3U, convirtiendo a la solución casera más costosa en cuanto a espacio.
Una aproximación alternativa a un servidor de consola, usada en algunas instalaciones de cluster es usar cables null-módem y un cableado daisy chain a puertos que en todo caso no se usarían de nodos con otra función primaria distinta.

## Principales proveedores
Los principales proveedores de servidores de consola (en orden alfabético) incluyen:
- Avocent (incluyendo Cyclades).
- Cisco.
- ZPE Systems.
- Digi.
- Lantronix.
- Perle.
- Raritan.
- Uplogix.
- Exemys.